# Латимер, Уильям, 2-й барон Латимер из Корби
Уильям Латимер (англ. William Latimer; приблизительно 1276 — 27 февраля 1327) — английский аристократ, 2-й барон Латимер из Корби с 1299 года. Участвовал в войнах с Шотландией — в частности, сражался против Уильяма Уоллеса и в битве при Бэннокбёрне. Поддерживал короля Эдуарда II в его борьбе с мятежниками, хотя некоторое время находился на службе у главы оппозиции, Томаса Ланкастерского.

## Биография
Уильям Латимер принадлежал к рыцарскому роду из Йоркшира. Он был единственным сыном сэра Уильяма Латимера из Корби и Элис Ледет и родился примерно в 1276 году. В 1294 году Уильям-младший поступил на королевскую службу. В том же году он принял участие в подавлении восстания в Уэльсе и был посвящён в рыцари, в 1296 году вместе с отцом воевал в Гаскони, в 1297 — в Шотландии. 6 февраля 1299 года король вызвал его в парламент в качестве лорда. Отца Уильяма впервые вызвали аналогичным образом только годом позже, но в 1290 его приглашали на собрание баронов, которое впоследствии, задним числом, стали считать заседанием парламента. По этой причине Уильям-младший считается 2-м бароном Латимер из Корби.
После смерти отца в 1304 году Латимер унаследовал все семейные владения, располагавшиеся в Йоркшире, Кенте, Бедфордшире и Суррее. Он продолжал воевать в Шотландии: тем же годом источники датируют грабительский рейд Латимера, Джона Сегрейва и Роберта Клиффорда в Лотиан и разгром этими лордами Уильяма Уоллеса. В 1307 году сэр Уильям участвовал в очередном походе на север под началом Эмера де Валенса, 2-го графа Пембрука, в 1310 году сопровождал в Шотландию короля Эдуарда II. Он сражался в 1314 году при Бэннокбёрне, где попал в плен к шотландцам, и был выкуплен спустя восемь месяцев.
Во внутриполитической борьбе, развернувшейся в Англии при Эдуарде II, Латимер занимал сначала сторону монарха. Он поддержал монарха в 1308 году, когда большинство баронов требовало высылки королевского фаворита Пьера Гавестона, и в награду получил должности констебля замка Рокингем в Нортгемптоншире и смотрителя королевских лесов; барон находился в окружении Эдуарда в 1312 году, во время мятежа, стоившего Гавестону жизни. Однако в 1319 году сэр Уильям перешёл на службу к руководителю оппозиции Томасу Ланкастерскому. Тот передал ему поместье в Линкольшире в пожизненное пользование и доходы ещё от трех поместий в Хантингдоншире и Нортгемптоншире, а взамен Латимер обязался в случае войны выставить в войско графа отряд, включавший одного рыцаря-баннерета, десять простых рыцарей и ещё сорок латников. Под началом Ланкастера барон участвовал в походе на Берик в 1319 году. Когда дело дошло до новой войны между графом и королём, сэр Уильям отказался поддержать Ланкастера. Он стал одним из командиров королевской армии, разбившей мятежников при Боробридже 16 марта 1322 года; Ланкастер попал в плен и был казнён, Латимер в награду получил должность хранителя Йорка.
2-й барон Латимер умер 27 февраля 1326 или 1327 года.

## Семья
Уильям был женат дважды: на Люси Твенг, — дочери Роберта Твенга (брак был заключён до 20 апреля 1295 года и расторгнут до 22 июля 1312 года), и на Сибилле де Фурно — дочери сэра Ричарда де Фурно и вдове Уильяма Хантингфилда (до 18 августа 1314 года). Первая жена родила ему двух сыновей: Уильяма, ставшего 3-м бароном Латимером из Корби, и Томаса, а также дочь Кристиану, будущую жену Роберта Бойса.